# Гусине (Катайський район)
Гуси́не (рос. Гусиное) — присілок у складі Катайського району Курганської області, Росія. Входить до складу Боровської сільської ради.
Населення — 230 осіб (2010, 214 у 2002).
Національний склад станом на 2002 рік: росіяни — 88 %.